# Meister vom Stuhl

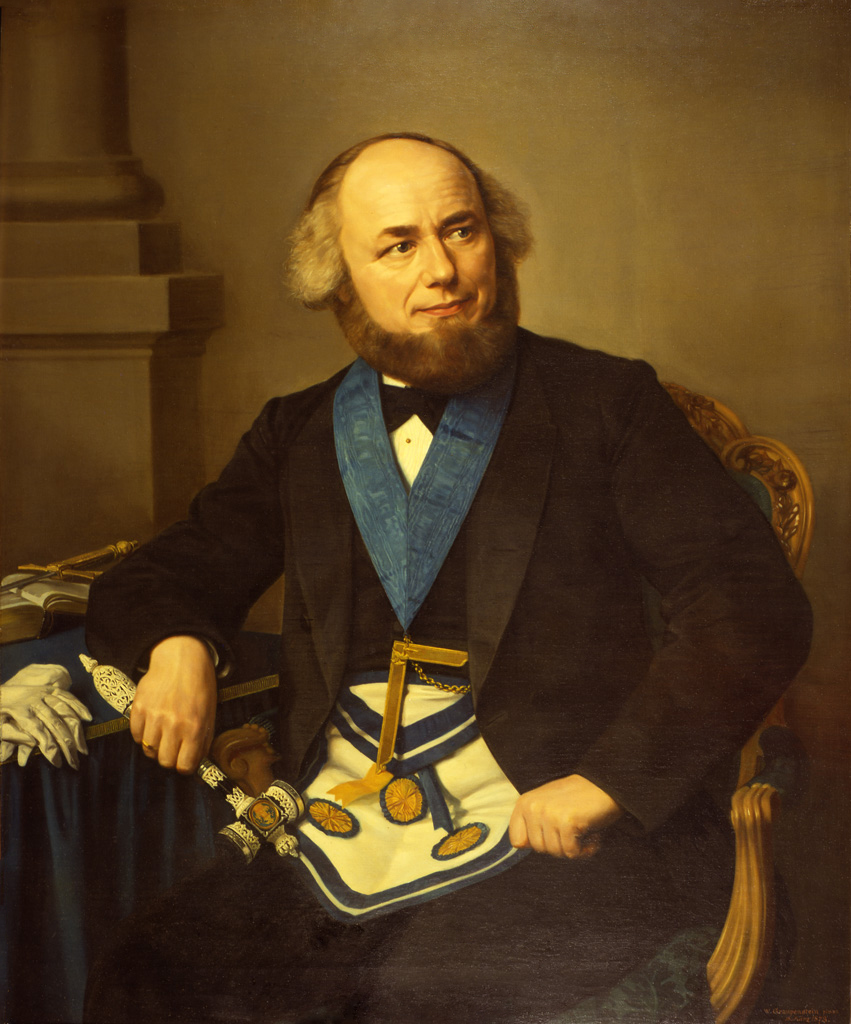
Porträt von Wichard Lange, in freimaurerischer Bekleidung eines Meisters vom Stuhl (um 1873). Ausgestellt im Museum für Hamburgische Geschichte

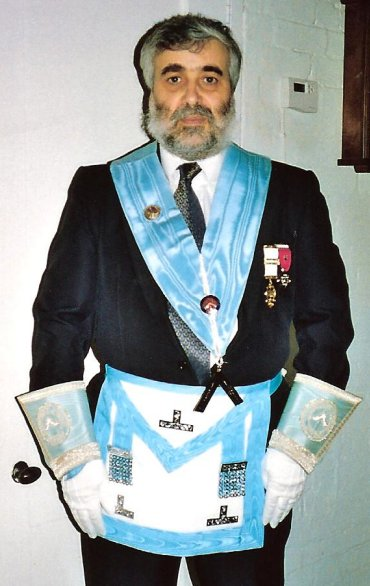
Meister vom Stuhl

Als Meister vom Stuhl (MvSt), Stuhlmeister oder Logenmeister bezeichnet man den Vorsitzenden einer Freimaurerloge. 

## Bezeichnung und Wortherkunft
Die Großloge der Alten Freien und Angenommenen Maurer von Deutschland und die Große National-Mutterloge „Zu den drei Weltkugeln“ verwenden die Bezeichnung Meister vom Stuhl. 
Bei der Großen Landesloge der Freimaurer von Deutschland (Freimaurerorden) heißt der von den Brüdern gewählte Logenmeister Vorsitzender Meister.
Das Wort stammt aus dem Englischen für Chairman. Chairman titulierte den Vorsitzenden einer mittelalterlichen Bauhütte. Heutzutage ist innerhalb der englischsprachigen Freimaurerei der Begriff Worshipful Master üblich. 

## Aufgaben
Der Meister vom Stuhl leitet die freimaurerischen Arbeiten und beruft diese ein. In der versammelten Loge hat er (symbolisch) seinen Sitzplatz im Osten.

## Wahl und Amtszeit
Üblicherweise wird er von den Logenmitgliedern gewählt und übt das Amt in der Regel zwei oder drei Jahre aus. In den meisten angelsächsischen Logen wechselt der Meister vom Stuhl alljährlich; gelegentlich wird der Abtretende nach der ersten Amtsperiode auf ein weiteres Jahr gewählt. 

## Abzeichen
Die Abzeichen des MvSt. sind der erste Hammer der Loge und das Winkelmaß, das er an einem Band auf der Brust trägt.